# Værnepligt
Værnepligt er en stats udskrivning af arbejdskraft til landets militær. I dag har mange lande værnepligt, men mange andre lande har afskaffet den og satser på et rent professionelt forsvar.
I visse lande har der været dødsstraf eller anden straf for at undvige værnepligten, og borgerrettighedsgrupper i forskellige lande har kritiseret værnepligten for at være rent slaveri.
Værnepligt kendes fra den franske revolution, da der i 1793 blev indført almen værnepligt for at forsvare fædrelandet. Napoleon oprettede sin Grande Armée, og afhang for sine erobringer helt af en sådan tilgang på rekrutter som kun værnepligten åbner for. Efter Napoleonskrigenes afslutning i 1815 blev der stille omkring systemet; men fra 1870'erne blev værnepligt almindeligt. Det sidste land i Europa var Storbritannien i 1916. Under anden verdenskrig hvilede hele krigsførselen på den alment accepterede forudsætning, at staten havde myndighed til at udskrive alle borgere til krigstjeneste. I Storbritannien var der kvindelig værnepligt. Sovjetunionen havde hele hærafdelinger bestående af kvinder.

## Værnepligt i Danmark
Forløberen for den moderne værnepligt og et stående landehærsberedskab var det gamle ledingssystem, kendt fra vikingetiden, hvor herreder (hærreder) og lægder stillede med folk: Én våbenfør (i stand til at føre våben) karl for hver 10 gårde til kongens tjeneste. Dette overgik senere til en landmilits oprettet af Frederik 4. i 1701 i forbindelse med Store Nordiske Krig. Hver fjerde fæstegård skulle stille en soldat, og de blev udvalgt af godsejeren. Tjenesten blev ofte betragtet som en straf, da den fratog karlene deres fritid. Den militære træning foregik om søndagen efter kirketid, som regel ledet af tysktalende officerer, og var særdeles forhadt. Blandt andet blev ulydighed straffet med træhesten. Landmilitsen blev ophævet i en kort periode omkring 1730, men genindført med stavnsbåndet i 1733.
Almindelig værnepligt blev indført i Danmark som et resultat af stavnsbåndets ophævelse, men stadig kun for landbefolkningen. I købstæderne blev værnepligt først indført i 1848, hvor også det særlige danske lodtrækningssystem blev indført, og i hele landet ved lov af 12. februar 1849.
Grundloven fastsætter i §81 følgende:
"Enhver våbenfør mand er forpligtet til med sin person at bidrage til fædrelandets forsvar efter de nærmere bestemmelser, som loven foreskriver".
I Danmark anses alle mænd og kvinder mellem 18-60 år,[kilde mangler] der besidder normal fysisk og mental tilstand, som våbenføre. Værnepligt er i dag ikke udelukkende militærtjeneste, men kan aftjenes som en af følgende i henhold til Værnepligtslovens §2:
1. Tjeneste i Forsvaret.
2. Tjeneste i redningsberedskabet.
3. Bistandsarbejde i udviklingslande.
4. Civilt arbejde efter den særlige lovgivning herom.

### Kritik
I flere år har der været diskussion vedrørende nedlæggelsen af værnepligtsordningen, men indtil videre har den bestået, dog er antallet af værnepligtige og forløbet blevet beskåret kraftigt med tiden. Med forsvarsforliget 2013-2017 blev antallet af årligt indkaldte værnepligtige nedsat fra 5.000 til 4.200, der aftjener i gennemsnit 4 måneder., hvorimod de 24.400 værnepligtige i 1969 aftjente mindst 18 måneders værnepligt.
Ifølge et regnskab fra Henrik Jedig Jørgensen fra Institut for Militære Studier, kunne forsvaret spare en kvart milliard om året, hvis værnepligten afskaffes, da 75% af de indkaldte forlader militæret efter aftjent værnepligt. Frivillige "giver et forsvar, der kan noget mere", konkluderer Henrik Jørgensen, da det er mere "fleksibelt" og "omstillingsparat". Tidligere chef for Jægerkorpset, oberstløjtnant Poul Dahl, mener at militære operationer skal findes op den "internationale scene" via en professionel hær.[kilde mangler] Tidligere officer Jakob Engel-Schmidt anser værnepligten som "ambivalent" og et tegn på angst for "forandring". Uddannelsen er "tæt ved ubrugelig" og "stærkt kønsdiskriminerende". Militæret får også uden tvang nok soldater med divers baggrund. En bibeholdelse i "tvang" er et angreb på den danske borgers "frihed".
En Gallup-meningsmåling fra 2011 viste, at to ud af tre danskere på daværende tidspunkt var imod værnepligten.

### Værnepligtsforløb i Danmark
Førend man bliver indkaldt til tjeneste, møder man op til Forsvarets Dag (tidligere session). Her bliver ens fysiske og psykiske formåen vurderet til egnet, begrænset egnet eller uegnet. Godt 50 % af årgangen bliver normalt erklæret egnet. Der er ikke brug for alle egnede, så spørgsmålet om hvem der indkaldes afgøres ved lodtrækning. De værnepligtiges rettigheder varetages af Værnepligtsrådet, som er ansat af Forsvarsministeriet. Rådet består af tidligere værnepligtige talsmænd. Rådet har en hjemmeside med råd og vejledning til de værnepligtige for at undgå overgreb og magtmisbrug.

### Tjenestesteder
Tjenestested kan frit vælges, dog med forbehold for manglende plads på det ønskede tidspunkt. Værnepligtens længde kan variere alt efter tjenestested:
- 12 måneder[18]
  - Gardehusarregimentets hesteeskadron, (Slagelse)
- 9 måneder[19][20]
  - Beredskabsstyrelsens basisuddannelse i Allinge, Haderslev, Herning, Næstved og Thisted
  - Kongeskibet Dannebrog, (Frederikshavn)
- 8 måneder[18]
  - Den Kongelige Livgarde, (Høvelte) dels vagtgående gardere, som efter 4 måneders uddannelse i Høvelte kommer til Vagtkompagniet på Livgardens kaserne, Gothersgade og dels mobiliseringuddannelse, der er beregnet på at indgå i regimentets panserinfanteribattaljon, dog med en supplerende uddanelse som gennemføres ved mobilisering.
  - Jydske Dragonregiment, mobiliseringuddannelse som for den Kongelige Livgarde
  - Gardehusarregimentet, mobiliseringuddannelse som for den Kongelige Livgarde
- 4 måneder[18]
  - Hærens basisuddannelse (Danske Artilleriregiment, Telegrafregimentet, Slesvigske Fodregiment, Jydske Dragonregiment, Trænregimentet, Ingeniørregimentet, Gardehusarregimentet og Efterretningsregimentet)
  - Søværnets basisuddannelse (Frederikshavn inklusiv op til 6 uger til søs)[19]
  - Flyvevåbnets basisuddannelse (Karup)[21]
- 4-12 måneder
  - Militærnægtertjeneste (almennyttigt arbejde)
  - Bistandsarbejde i udviklingslande (i samarbejde med bl.a. Mellemfolkeligt Samvirke)

### Politisk aftale om kvindelig værnepligt og værnepligtens længde
På et pressemøde den 13. marts 2024 offentliggjorde den danske regering planer om at styrke det danske forsvar, herunder ved at indføre værnepligt for kvinder og at udvide værnepligtens længde til 11 måneder. I 2018 var der 760 kvindelige værnepligtige, og næsten 1400 i 2022.